# Acoris
Acoris är en fornlämning i Egypten.   Den ligger i guvernementet Al-Minya, i den centrala delen av landet, 210 km söder om huvudstaden Kairo. Acoris ligger 39 meter över havet.
Terrängen runt Acoris är lite kuperad.  Trakten runt Acoris är nära nog obefolkad, med mindre än två invånare per kvadratkilometer. Närmaste större samhälle är Al-Minya, 8,3 km söder om Acoris. Trakten runt Acoris är ofruktbar med lite eller ingen växtlighet.